# Paka (Dobrepolje)
Paka (Duits: Pack bei Gutenfeld) is een plaats in Slovenië en maakt deel uit van de gemeente Dobrepolje in de NUTS-3-regio Osrednjeslovenska. De plaats telde 22 inwoners op 1 januari 2020.